# Placa de pruebas

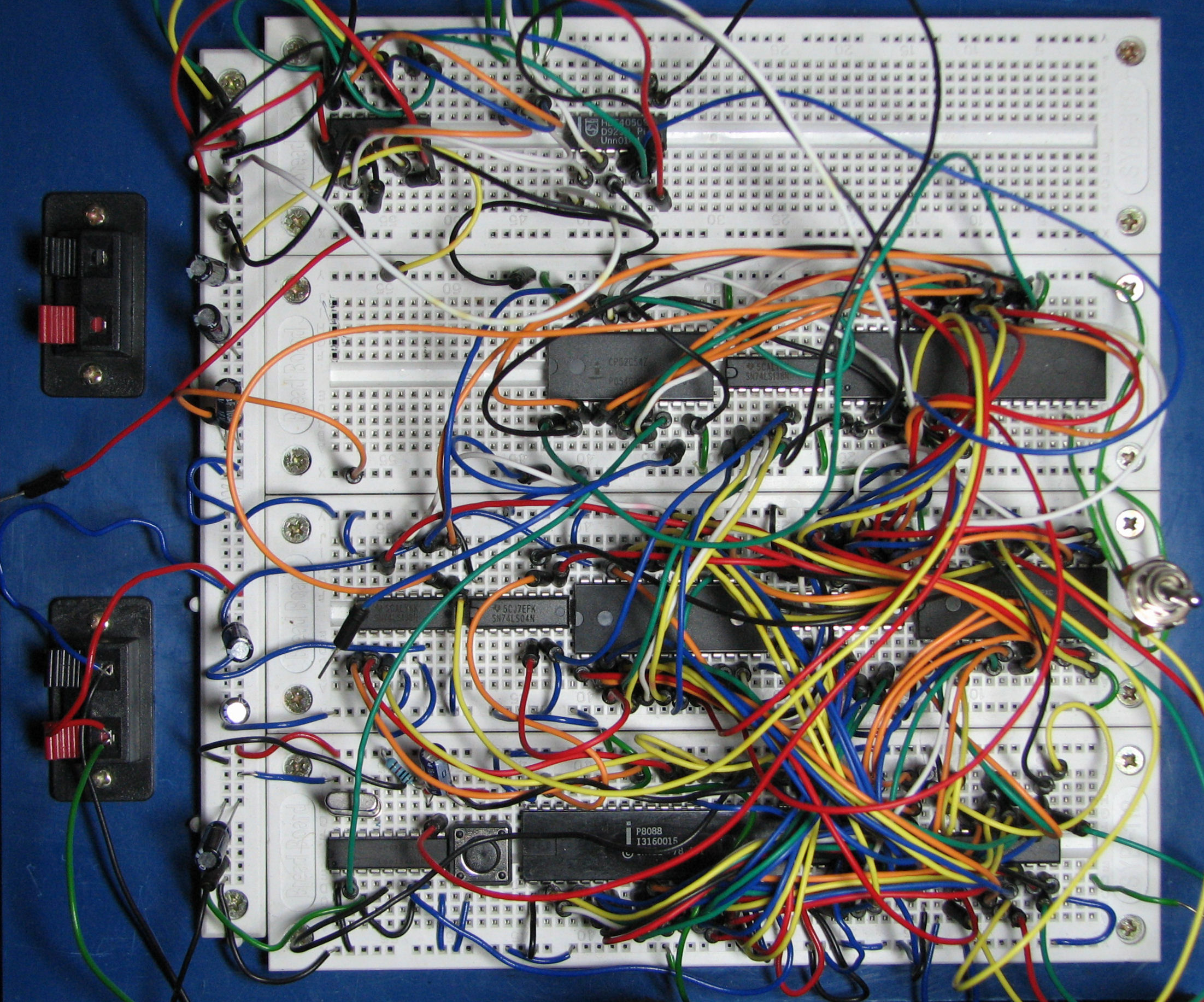
Un computador basado en el microprocesador Intel 8088, instalado en una protoboard.

Una placa de pruebas o placa de inserción (en inglés protoboard o breadboard) es un tablero con orificios que se encuentran conectados eléctricamente entre sí de manera interna, habitualmente siguiendo patrones de líneas, en el cual se pueden insertar componentes electrónicos, cables para el armado, prototipado de circuitos electrónicos y sistemas similares. Está hecho de dos materiales, un aislante, generalmente un plástico, y un conductor que conecta los diversos orificios entre sí. Uno de sus usos principales es la creación y comprobación de prototipos de circuitos electrónicos antes de llegar a la impresión mecánica del circuito en sistemas de producción comercial.
El nombre inglés protoboard es una contracción de los vocablos ingleses prototype board y es el término que se ha difundido en los países de habla hispana, aunque se suele emplear también la traducción al castellano placa de pruebas. Sin embargo, particularmente en Estados Unidos e Inglaterra, se conoce como breadboard. Anteriormente una breadboard era una tabla utilizada como base para cortar el pan, pero en los principios de la electrónica los pioneros usaban dichas tablas para montar sus prototipos, compuestos por tubos de vacío, clavijas, etc., los cuales eran asegurados por medio de tornillos e interconectados usando cables.

## Estructura

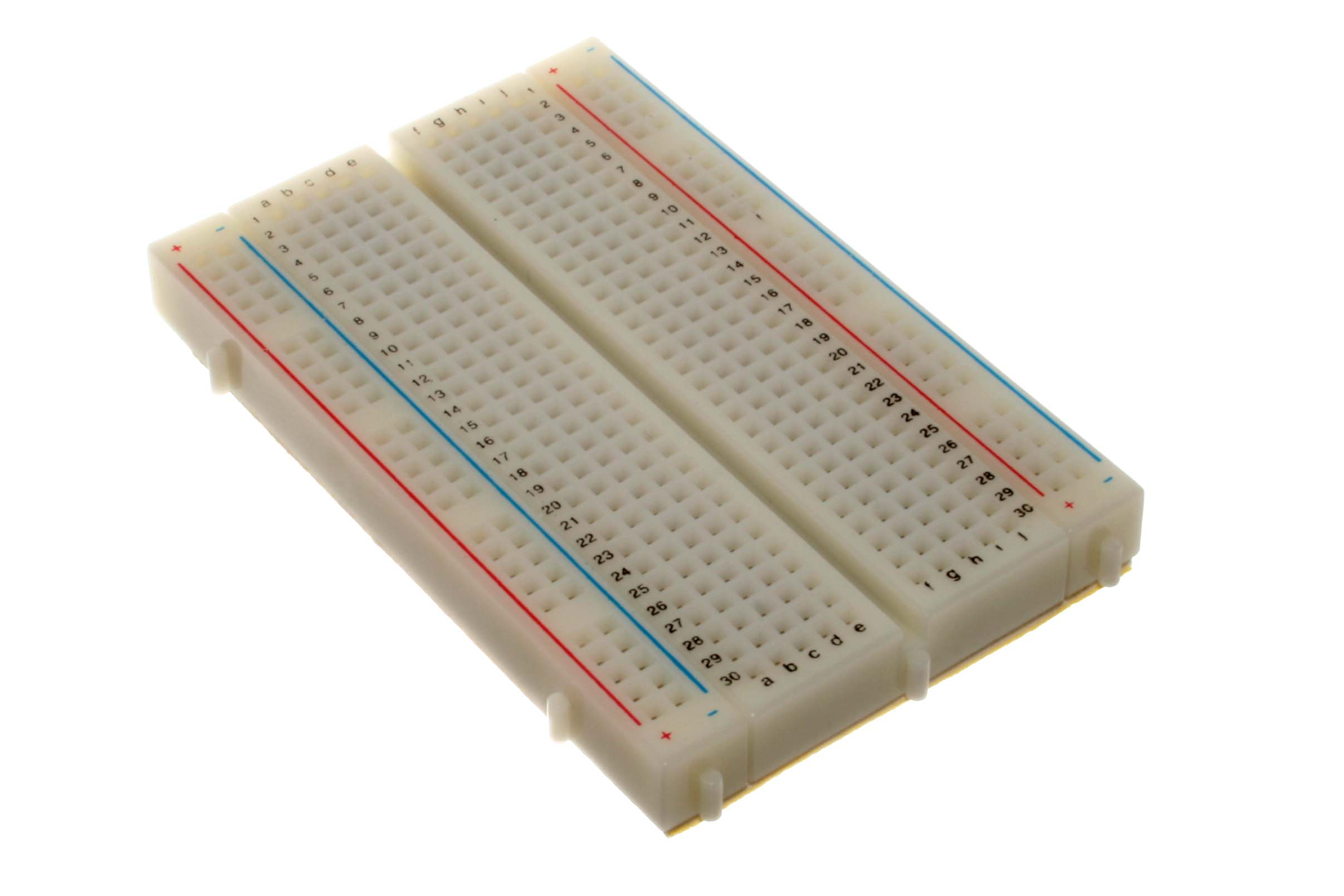
Una breadboard

En la protoboard existen una serie de conexiones entre los distintos agujeros formando una estructura. En general, podemos distinguir tres zonas:
- Buses.- Se localizan en uno o ambos lados de la placa formando filas de perforaciones interconectados entre ellas salvo que venga pintadas líneas. Si existen líneas pintadas, cada línea indica las perforaciones interconectadas entre sí. A veces los buses no existen, dando lugar a placas más reducidas a las que llama minibreadboards.

- Nodos.- Se localizan en la parte central de la placa formando columnas de perforaciones interconectados. A todos los agujero equivalentes conectados entre sí se les da el nombre en conjunto de nodo.

- Canal central.- Región localizada en el medio de la placa que separa la zona superior de la inferior. Se suele usar para colocar chips de manera que pongamos la mitad de las patas en un lado del canal y la otra mitad en el otro lado. Así conseguimos que cada pata esté aislada electricamente del resto.

## Características
Una placa de pruebas está compuesta por varios bloques de plástico perforados y numerosas láminas delgadas, de una aleación de cobre, estaño y fósforo, que unen dichas perforaciones, creando una serie de líneas de conducción paralelas. Las líneas se cortan en la parte central del bloque para garantizar que dispositivos en circuitos integrados de tipo dual in-line package (DIP) puedan ser insertados perpendicularmente y sin ser tocados por el proveedor a las líneas de conductores. En la cara opuesta se coloca un forro con pegamento, que sirve para sellar y mantener en su lugar las tiras metálicas.
Debido a las características de capacitancia (de 2 a 30 pF por punto de contacto) y resistencia que suelen tener las placas de pruebas están confinados a trabajar a relativamente baja frecuencia (inferior a 10 o 20 MHz, dependiendo del tipo y calidad de los componentes electrónicos utilizados).
Los demás componentes electrónicos pueden ser montados sobre perforaciones adyacentes que no compartan la tira o línea conductora e interconectados a otros dispositivos usando cables, usualmente unifilares. Uniendo dos o más placas es posible ensamblar complejos prototipos electrónicos que cuenten con decenas o cientos de componentes. 

## Alternativas
Cuando tenemos claro el diseño y queremos implementarlo en algún dispositivo donde no podemos colocar una placa de inserción o simplemente queremos probar un circuito un tiempo determinado sin que tengamos tener una placa de inserción inutilizada mientras probamos (más caras), podemos usar:

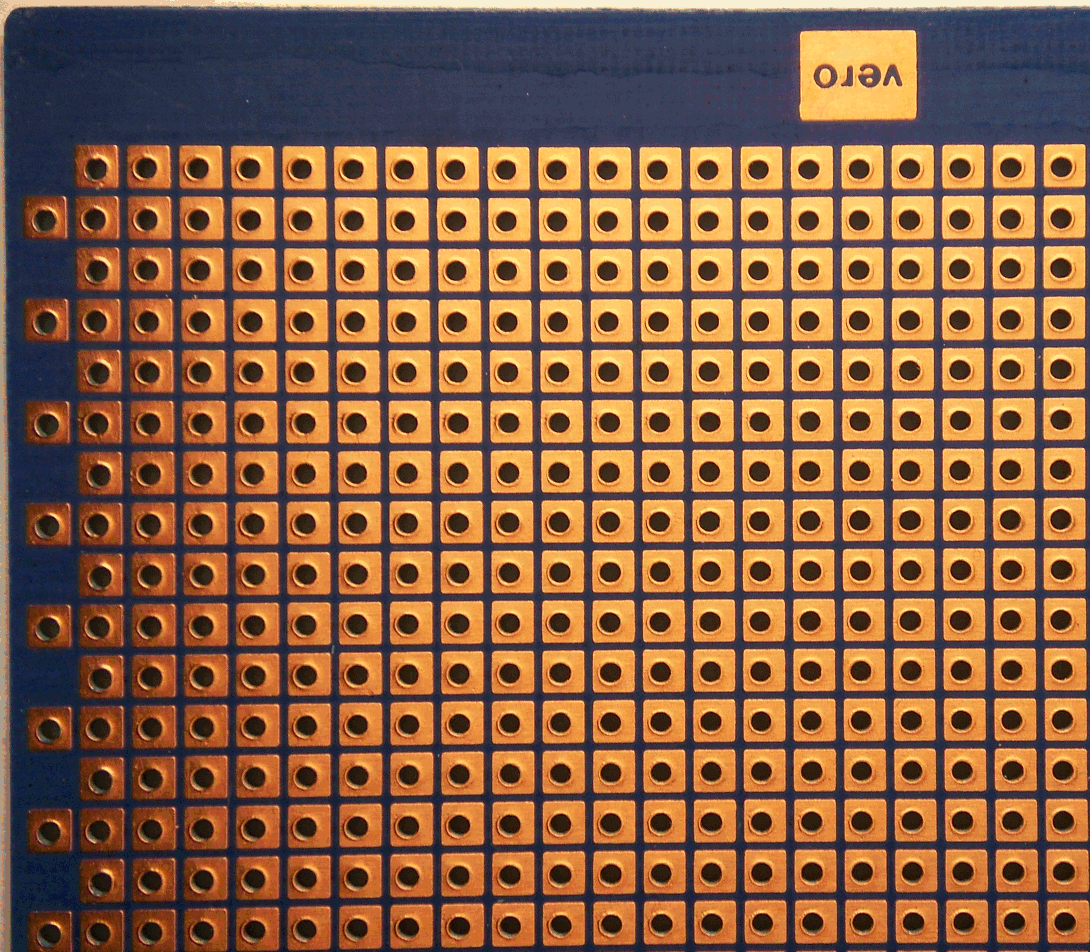
Una perfboard.

- Perfboard. Consiste en un placa de circuito perforada con agujeros rodeados por cobre y que no están interconectados. En estos agujeros debemos soldar nosotros los componentes de nuestro circuito y las uniones entre los agujero serán realizadas con cables que hemos de soldar también a la placa, o por caminos de soldadura. Los componentes se colocan encima de la cara superior y los cables se sueldan por la cara inferior.

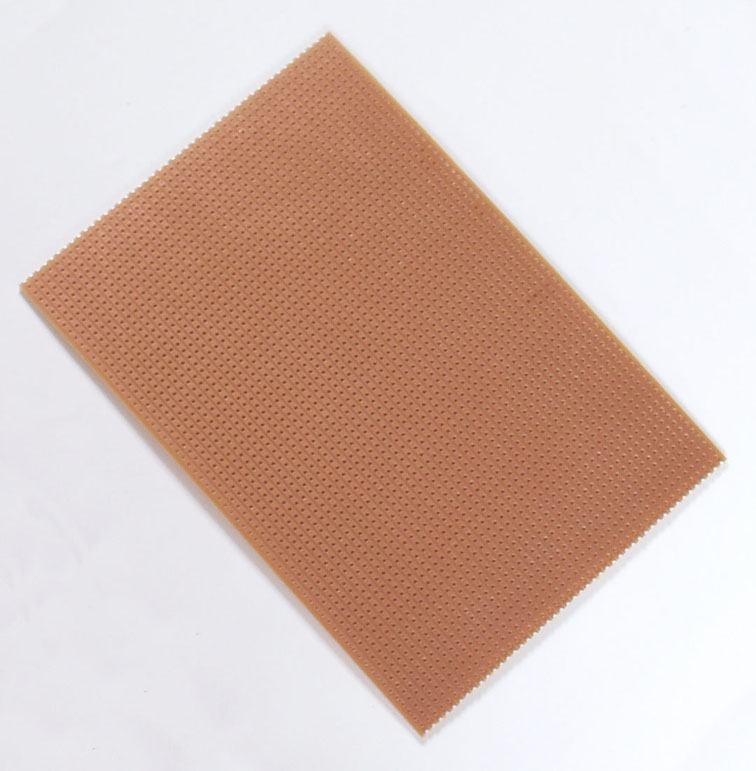
stripboard.

- Stripboard. También conocidas por el nombre comercial de Veroboards. Es muy similar a una perfboard pero con patrón de conexión de agujero predeterminado formando filas de material conductor de forma similar a lo que se hacía en las breadboard.

Las perfboards y Stripboards generalmente se fabrican uniendo una lámina de material conductor, usualmente cobre o una aleación de él, a una base de material plástico sintético denominado baquelita. Cuando este tipo de placas se usan para construir perfboards, perfboards con patrón o stripboards, reciben el nombre genérico de «baquelita universal».